# Machilus bonii
Machilus bonii är en lagerväxtart som beskrevs av Paul Lecomte. Machilus bonii ingår i släktet Machilus och familjen lagerväxter. Inga underarter finns listade i Catalogue of Life.